# Katarzyna Taras
Katarzyna Barbara Taras (ur. 3 maja 1973 w Jędrzejowie) – polska filmoznawczyni i krytyczka filmowa, doktor habilitowana nauk humanistycznych, wykładowczyni Państwowej Wyższej Szkole Filmowej, Telewizyjnej i Teatralnej w Łodzi, wcześniej m.in. także Uniwersytetu Kardynała Stefana Wyszyńskiego w Warszawie.

## Życiorys
W okresie szkolnym stypendystka Krajowego Funduszu na rzecz Dzieci oraz laureatka olimpiady polonistycznej. Absolwentka filologii polskiej na Uniwersytecie Mikołaja Kopernika (1997). Tamże w 2001 uzyskała doktorat na podstawie pracy Witkacy i film (promotorka: Krystyna Jakowska), zaś w 2014 habilitację na podstawie rozprawy Frustraci. Bohaterowie filmowi i literaccy wobec polskiej rzeczywistości po 1989 roku. Wykłada w Państwowej Wyższej Szkole Filmowej, Telewizyjnej i Teatralnej w Łodzi. Wcześniej m.in. w Katedrze Badań nad Teatrem i Filmem Wydziału Nauk Humanistycznych UKSW oraz w Warszawskiej Szkole Filmowej.
Specjalizuje się w najnowszym kinie polskim, teoretycznych aspektach sztuki operatorskiej, pograniczu literatury i filmu, kinie Bliskiego Wschodu.
Członkini Rady Programowej Międzynarodowego Festiwalu Sztuki Operatorskiej Plus Camerimage oraz Rady Naukowej pisma Instytutu Witkacego „Witkacy!”. Publikuje w „Kinie”, „Nowoj Polszy” i „Film PRO”.

## Wybrane publikacje
- Witkacy i film, Oficyna Wydawnicza Errata, Warszawa 2005, ISBN 978-83-920617-5-5;
- "Egoista" czy Edi? Bohaterowie najnowszych polskich filmów – rekonesans, Wydawnictwo Uniwersytetu Kardynała Stefana Wyszyńskiego, Warszawa 2007, ISBN 978-83-7072-451-1;
- Frustraci: bohaterowie filmowi i literaccy wobec polskiej rzeczywistości po 1989 roku, Wydawnictwo Uniwersytetu Kardynała Stefana Wyszyńskiego, Warszawa 2012, ISBN 978-83-7072-757-4;
- Zróbcie oko. Opowieść o Krzysztofie Ptaku, Państwowa Wyższa Szkoła Filmowa, Telewizyjna i Teatralna im. Leona Schillera - Wydawnictwo Biblioteki Państwowej Wyższej Szkoły Filmowej, Telewizyjnej i Teatralnej, Łódź 2023, ISBN 978-83-65501-86-8.